# Prismatoid

Prismatoid

Prismatoid je těleso, které má přímé hrany a je ohraničeno dvěma rovinnými mnohoúhelníky, které tvoří podstavy, přičemž podstavy leží ve dvou rovnoběžných rovinách. Bočními stěnami prismatoidu mohou být trojúhelníky nebo lichoběžníky.

## Speciální případy
Prismatoid, jehož podstavami jsou mnohoúhelníky se stejným počtem vrcholů bývá označován jako prismoid.

Hranolec

Pokud jsou bočními stěnami pouze lichoběžníky a obě podstavy mají stejný počet hran, pak se prismatoid označuje jako obelisk. Jsou-li podstavami obelisku podobné mnohoúhelníky, pak se jedná o komolý jehlan.
Obelisk, jehož podstavami jsou obdélníky, které nejsou podobné, se nazývá hranolec.

Klín

Prismatoid, jehož spodní podstavou je mnohoúhelník, zatímco horní podstava se redukuje na úsečku, označujeme jako klín.

## Vlastnosti
Označíme-li délky stran jedné podstavy hranolce {\displaystyle a_{1},b_{1}}, délky stran druhé podstavy {\displaystyle a_{2},b_{2}} a vzdálenost obou podstav {\displaystyle v}, pak lze pro výpočet objemu hranolce použít vztah
{\displaystyle V={\frac {1}{6}}v[(2a_{1}+a_{2})b_{1}+(2a_{2}+a_{1})b_{2}]}
Je-li spodní podstavou klínu obdélník o rozměrech {\displaystyle a,b} a horní podstava je redukována na úsečku o délce {\displaystyle c}, jejíž vzdálenost od spodní podstavy je {\displaystyle v}, pak pro objem klínu platí
{\displaystyle V={\frac {1}{6}}bv(2a+c)}